# گراهام کاتز
گراهام کاتز (انگلیسی: Graham Cutts؛ ۱۸۸۴ – ۷ فوریه ۱۹۵۸) یک کارگردان فیلم اهل بریتانیا بود.
وی کارگردان فیلم‌هایی همچون موش صحرایی، توتیای دریایی و زن به زن بوده است.